# Никола Балабанов (актьор)
Вижте пояснителната страница за други личности с името Никола Балабанов.
Никола Михайлов Балабанов е български актьор.

## Биография
Роден е в град Щип на 25 декември 1898 година. Брат е на професор Александър Балабанов. Играе в Пловдивския, Русенския театър, в Свободния театър в София, в театър „Ренесанс“. През 1923 г. успява да издържи конкурсен изпит за Народния театър. В периода 1922-1952 г. участва в различни български филми. През 1941-1943 година заедно с Яна Язова е издател на популярното детско списание „Блок“ („Блок-Мила“).
Дълги години води детския час на Радио София, в образа на „чичо Кольо“.
Женен е за Мила Ганчева, адвокатка и сестра на Яна Язова.
Умира на 14 февруари 1969 г.

## Филмография
- Под игото (1952)
- Грамада (1936) Али паша
- Песента на Балкана (1934) Горов
- Безкръстни гробове (1931) Райчо
- Весела България (1928)
- Пътят на безпътните (1928) Келнерът
- Под старото небе (1922) Стайко